# Chiesa di Santa Domenica (Scorrano)
La chiesa di Santa Domenica è la chiesa madre di Scorrano in provincia di Lecce. È sede della parrocchia della Trasfigurazione del Signore.

## Descrizione
La chiesa è costituita da due parti cronologicamente diverse: una del XVI e un'altra del XVII secolo. Tra il 1602 e il 1608 l'edificio venne ampliato inglobando una preesistente costruzione, molto probabilmente di fine Quattrocento. Nel 1678 vennero allungate le navate. Secondo la tradizione locale la chiesa sorge sui resti di un tempio dedicato a Giano, distrutto da san Pietro durante il suo passaggio in queste terre per raggiungere Roma.

## Esterno
Presenta una facciata in conci di carparo a vista, caratterizzata da un portale principale con l'architrave dominato dalla statua di santa Domenica affiancata da san Nicola e san Gennaro. Quattro larghe paraste, all'interno di ciascuna delle quali sono ricavate tre nicchie, ne scandiscono il ritmo compositivo, proiettando all'esterno la suddivisione in tre navate dell'aula. Le uniche due statue che occupano le nicchie raffigurano sant'Ignazio di Loyola e san Francesco Saverio.

## Interno
L'edificio ha un impianto basilicale a croce latina ed è in stile barocco. Gli interventi di restauro effettuati agli inizi del XIX secolo hanno comportato il rifacimento del pavimento, per il quale è stato utilizzato il marmo di Carrara, e la modifica degli altari che furono dipinti in finto marmo. Nella navata sinistra sono posizionati gli altari di san Nicola di Myra, di san Giovanni Battista (o di san Giovannino, detto anche di san Giuseppe) e del sacro Cuore di Gesù (già dell'Immacolata Concezione); nel transetto sinistro trovano posto gli altari della Madonna di Costantinopoli (1705c.) e di santa Domenica (1628); nel transetto destro quelli del Sacramento (1620) e della Natività di san Giovanni Battista (o della Madonna del Buon Consiglio) (1627); nella navata destra gli altari della Madonna del Rosario (rimaneggiato nel 1954), della Madonna del Carmine (1688) e della Madonna della Neve. Il presbiterio accoglie l'altare maggiore realizzato a Napoli nel 1794 in marmi policromi decorati a commesso, che sostituisce quello originario scolpito in pietra leccese dorata. 
Di particolare interesse artistico è una tavola del salernitano Vincenzo De Rogata raffigurante la Madonna tra san Matteo e san Marco, datata 1498.